# Airosperma grandifolia
Airosperma grandifolia är en måreväxtart som beskrevs av Theodoric Valeton. Airosperma grandifolia ingår i släktet Airosperma och familjen måreväxter.
Artens utbredningsområde är Papua Nya Guinea. Inga underarter finns listade i Catalogue of Life.